# 飛行第5戦隊 (日本軍)
飛行第5戦隊（ひこうだいごせんたい、飛行第五戰隊）は、大日本帝国陸軍の飛行戦隊の1つ。大正10年12月に編成された航空第五大隊を前身とする。陸軍戦闘機隊のなかでも長い歴史を持つ。
通称号は天鷲一五三一〇部隊、軍隊符号は5F。

## 概要
1942年（昭和17年）3月に九七式戦闘機から二式複座戦闘機へ機種転換し、太平洋戦争中は二式複戦の部隊として運用。1943年から1944年8月までバンダ海周辺の防空や船団護衛に活躍。1944年以降中京地区の防衛任務に清洲飛行場を基地に従事するが戦果は挙げられなかった。五式戦へ機種転換するが、爆撃で生産が止まり改編は半数機で終了。その後、本土決戦にむけて戦力の温存につとめ、ほとんど邀撃などの戦闘には参加していない。
- 飛行分科:戦闘
- 編成時期:1938年（昭和13年）8月31日（飛行第5連隊(5FR)を改編）
- 編成地:立川飛行場（東京都）
- 使用機種:九七式戦闘機、二式複座戦闘機「屠龍」、五式戦闘機
- 終戦時の所在地:清洲飛行場（愛知県海部郡甚目寺町）

## 歴代飛行第5連隊長
| 代 | 氏名       | 在任期間              | 備考                |
| -- | ---------- | --------------------- | ------------------- |
| 1  | 佐野光信   | 1925.5.1 -            | 中佐                |
| 2  | 小畑厳三郎 | 1926.7.28 -           |                     |
| 3  | 小笠原数夫 | 1928.3.8 -            |                     |
| 4  | 春日隆四郎 | 1929.8.1 -            |                     |
| 5  | 辻邦助     | 1931.8.1 - 1932.8.8   |                     |
| 6  | 木下敏     | 1932.8.8 -            |                     |
| 7  | 田中毅一   | 1933.7.17 - 1935.7.15 | 殉職                |
| 8  | 柴田信一   | 1935.7.18 -           |                     |
| 9  |            | 1937.7.23 -           |                     |
|    | 須藤栄之助 | 1938.2.10 -           |                     |
|    | 近藤兼利   | 1938.6.13 - 1938.8.31 | 中佐、1938.7.15大佐 |

## 歴代飛行第5戦隊長
| 代 | 氏名       | 在任期間               | 備考               |
| -- | ---------- | ---------------------- | ------------------ |
| 1  | 近藤兼利   | 1938.8.31 -            | 大佐               |
| 2  | 恩田謙蔵   | 1939.8.1 -             | 中佐               |
| 3  | 小松原虎男 | 1942.8.1 - 1943.10.16  | 中佐、殉職         |
| 4  | 高田勝重   | 1943.10.20 - 1944.5.27 | 戦死・ビアク島付近 |
| 5  | 松山武夫   | 1944.6. -              |                    |
| 6  | 山下美明   | 1944.9.25 -            |                    |